# Ерта Кит
Ерта Меј Кит (енгл. Eartha Mae Kitt; 17. јануар 1927 – 25. децембра 2008) - америчка певачица, глумица, активисткиња и гласовна глумица, позната по веома карактеристичном стилу певања и њеним песмама из 1953. - "C'est si bon", као и дан данас популаран хит божићне музике "Santa Baby", које су биле на топ 10 листама хитова у С. А. Д-у. Глумила је улогу жене-мачке 1967. године, у трећој и последњој сезони серије "Бетмен". Орсон Велс ју је својевремено назвао "најузбудљивијом женом на свету".
Кит је започела своју каријеру 1943. године, а већ 1945. је играла у оригиналној бродвејској поставци мјузикла "Carib Song". У раним педестим годинама двадесетог века, имала је шест хит песама које су доспеле на листу топ 30. хитова С. А. Д-а, песме попут "Uska Dara" и "I Want To Be Evil". Њене друге познате песме су "Under the Bridges of Paris" (1954), "Just an Old Fashioned Girl" (1956) и "Where Is My Man" (1983). Њена каријера у Америци је била привремено прекинута након њеног говора против рата у Вијетнаму, који је одржала у оквиру свечаног ручка у Белој кући. Десет година касније, направила је успешан повратак на Бродвеј, 1978, у оригиналној поставци мјузикла "Timbuktu!", за ангажман у ком је добила прву од своје две номинације за Тони награду. Њена друга номинација је била 2000. године за улогу у мјузиклу "The Wild Party". Такође, играла је улогу Лејди Елоиз у филму "Boomerang" из 1992. године, где главну улогу игра Еди Марфи.
До млађих генерација обожавалаца, допрла је својом улогом зликовца Изме у Дизнијевом филму "The Emperor's New Groove" из 2000 као и улогом у филму "Holes" из 2003. Репризирала је улогу Изме и у наставку "Kronk's New Groove" из 2005, као и у анимираној серији "The Emperor's New School" која се емитовала од 2006. до 2008. Њен рад на тој серији донео јој је две Еми награде. Постхумно јој је додељена и трећа Еми награда 2010. године за улогу у серији "Wonder Pets".

## Младост
Ертино пуно име је било Ерта Меј Кит и рођена је на плантажи памука близу малог града Норт, у округу Оринџбург, Јужна Каролина, 17. јануара 1927. године. Њена мајка, Ени Меј Кит (Annie Mae Keith) била је Чероки индијанског и африканског порекла.
Иако је остало непотврђено, на више места је помињано да је њен отац био немачког порекла и да је Ерта зачета приликом силовања на плантажи.  Она није знала ко јој је отац, осим да је његово презиме било Кит (Keith) и да је највероватније био син власника плантаже на којој се родила. Њена умрлица у новинама наводи да је њен отац био "убоги узгајивач памука".

## Каријера
Ерта је започела своју каријеру 1943. године када се придружила трупи "Katherine Dunham Company" чији је члан остала до 1948.  Била је талентована певачица, особеног гласа, снимала је многе песме од џез стандарда, савремених обрада етно песама и поп песама, где су многе од њих биле хитови. Попут песме "Santa Baby" објављене 1953.
Ертин јединствен певачки стил је постао још особенији када је усавршила знање француског језика, током својих наступа у Европи. Говорила је четири језика, а певала на седам, што је све показивала у оквиру својих снимљених кабаретских наступа.

### Врхунац каријере
У 1950, Орсон Велс је Ерти дао улогу Хелене Тројанске у његовој поставци драме Фауст. Пар година касније, наступала је у ревијалној Бродвејској представи, која је касније, 1954, и екранизована у продукцији "20th Century Fox"-а.
Кроз педесете и ране шездесете године двадесетог века, снимала је песме, радила на филмовима, телевизији и у ноћним клубовима, а у неколико наврата је наступала и на Бродвејској сцени. 
Крајем '60их, играна серија "Бетмен" представила је Ерту у улози Жене-мачке, након што је глумица Џули Њумар напустила продукцију. Такође је, 2003. године, играла у филму "Holes" улогу Мадам Зирони.

## Приватни живот
Након веза са Чарлсом Ревсоном, козметичарским магнатом, и Џоном Беријем Рајаном III, банкарским наследником, удала се за Џона Вилијема Макдоналда, сарадника у инвеститорској компанији, 6. јуна 1960. Имали су само једно дете, ћерку по имену Кит Макдоналд, рођену 26. новембра 1961. Развели су се 1965.

## Смрт
Ерта је преминула од последица рака дебелог црева на Божић 2008. године, у свом дому у Вестону у Конектикату.

Њена ћерка, Кит Шапиро, рекла је о последњим данима са својом мајком:
"Била сам са њом када је преминула. Напустила је овај свет буквално вриштећи на сав глас. Била сам са њом стално, живела је ни пет километара од моје куће, биле смо заједно скоро сваки дан. Била је у свом дому последњих неколико недеља, након што су нам доктори рекли да не могу више ништа да учине. Била је покретна до два дана пред смрт. Доктори су нам рекли да ће нас убрзо напустити и да ће јој се тело само искључити. Међутим, када нас је напустила, отишла је са праском, отишла је исто онако како је и живела. Њен одлазак је био врисак, буквално. Дубоко верујем да је инстинкт преживљавања вио уписан у њену Д. Н. К, тако да она није могла да оде тихо и својевољно. Нас две смо биле саме [током њених последњих дана] и била је веома духовита. Нисмо скоро уопште [причале] јер сам знала како се осећа када сам ја у питању. Ја сам била љубав њеног живота, тако да тих последњих дана нисмо морале да водимо тако дубоке разговоре.
Причињавали су јој се људи који нису били ту. Мислила је да и ја могу да их видим, али, наравно, ја их нисам видела. Шалила бих се с њом, "Одох ја у другу собу, а ти буди овде и испричај се са својим пријатељима.'" 

## Награде и номинације
Ерта је добитница многих награда за своје филмске, телевизијске и позоришне делатности. Добила је своју звезду на Холивудској стази славних 1960. године.